# Saïd Benrahma
Mohamed Saïd Benrahma (ʿAyn Temūshent, 10 agosto 1995) è un calciatore algerino, attaccante o centrocampista del Neom e della nazionale algerina.

## Caratteristiche tecniche
È un trequartista. Dotato di eccellenti capacità di dribbling nello stretto e nel saltare uomo, può giocare agevolmente anche nel ruolo di ala sinistra o seconda punta. Le sue abilità nel tiro dalla distanza e nel passaggio filtrante, abbinate alla sua velocità di pensiero, lo rendono una mina vagante dalla metà campo in su, in grado di creare superiorità numerica con dribbling e percussioni solitarie.

## Carriera

### Club
Cresciuto nelle giovanili del Nizza, esordisce in prima squadra il 5 ottobre 2013, subentrando al 73' a Jérémy Pied nel match perso per 1-0 contro il Tolosa.
Segna la sua prima rete il 12 aprile 2015 contro lo Stade de Reims, risultando decisivo ai fini della vittoria per 1-0.
Il 6 luglio 2018 viene acquistato dal Brighton.
Il 16 ottobre 2020 viene ceduto al West Ham Utd.
Il 2 febbraio 2024 viene ceduto in prestito all'Olympique Lione.
Il 30 giugno 2024 viene riscattato dal club francese.

### Nazionale
Ha esordito in nazionale nel 2015; è stato convocato per la Coppa delle nazioni africane 2021.

## Statistiche

### Presenze e reti nei club
Statistiche aggiornate al 22 settembre 2023.
| Stagione         | Squadra          | Campionato       | Campionato | Campionato | Coppe nazionali | Coppe nazionali | Coppe nazionali | Coppe continentali | Coppe continentali | Coppe continentali | Altre coppe | Altre coppe | Altre coppe | Totale | Totale |
| Stagione         | Squadra          | Comp             | Pres       | Reti       | Comp            | Pres            | Reti            | Comp               | Pres               | Reti               | Comp        | Pres        | Reti        | Pres   | Reti   |
| ---------------- | ---------------- | ---------------- | ---------- | ---------- | --------------- | --------------- | --------------- | ------------------ | ------------------ | ------------------ | ----------- | ----------- | ----------- | ------ | ------ |
| 2013-2014        | Nizza            | L1               | 5          | 0          | CF+CdL          | 0+0             | 0+0             | UEL                | -                  | -                  | -           | -           | -           | 5      | 0      |
| 2014-2015        | Nizza            | L1               | 3          | 1          | CF+CdL          | 0+0             | 0+0             | -                  | -                  | -                  | -           | -           | -           | 3      | 1      |
| 2015-gen. 2016   | Nizza            | L1               | 9          | 2          | CF+CdL          | 0+1             | 0+0             | -                  | -                  | -                  | -           | -           | -           | 10     | 2      |
| Totale Nizza     | Totale Nizza     | Totale Nizza     | 17         | 3          |                 | 1               | 0               |                    | -                  | -                  |             | -           | -           | 18     | 3      |
| gen.-giu. 2016   | Angers           | L1               | 12         | 1          | CF+CdL          | 1+0             | 0+0             | -                  | -                  | -                  | -           | -           | -           | 13     | 1      |
| gen.-giu. 2017   | Gazélec Ajaccio  | L2               | 15         | 3          | CF+CdL          | 0+0             | 0+0             | -                  | -                  | -                  | -           | -           | -           | 15     | 3      |
| 2017-2018        | Châteauroux      | L2               | 31         | 9          | CF+CdL          | 3+0             | 3+0             | -                  | -                  | -                  | -           | -           | -           | 34     | 12     |
| 2018-2019        | Brentford        | FLC              | 38         | 10         | FACup+CdL       | 4+3             | 0+1             | -                  | -                  | -                  | -           | -           | -           | 45     | 11     |
| 2019-2020        | Brentford        | FLC              | 43+3       | 17         | FACup+CdL       | 0+0             | 0+0             | -                  | -                  | -                  | -           | -           | -           | 46     | 17     |
| set.-ott. 2020   | Brentford        | FLC              | 2          | 0          | FACup+CdL       | 0+1             | 0+2             | -                  | -                  | -                  | -           | -           | -           | 3      | 2      |
| Totale Brentford | Totale Brentford | Totale Brentford | 83+3       | 27         |                 | 8               | 3               |                    | -                  | -                  |             | -           | -           | 94     | 30     |
| 2020-2021        | West Ham Utd     | PL               | 30         | 1          | FACup+CdL       | 3+0             | 0+0             | -                  | -                  | -                  | -           | -           | -           | 33     | 1      |
| 2021-2022        | West Ham Utd     | PL               | 32         | 8          | FACup+CdL       | 2+2             | 0+0             | UEL                | 12                 | 3                  | -           | -           | -           | 48     | 11     |
| 2022-2023        | West Ham Utd     | PL               | 35         | 6          | FACup+CdL       | 3+1             | 2+0             | UECL               | 13                 | 4                  | -           | -           | -           | 52     | 11     |
| 2023-gen. 2024   | West Ham Utd     | PL               | 13         | 0          | FACup+CdL       | 1+3             | 0+0             | UEL                | 5                  | 0                  | -           | -           | -           | 22     | 0      |
| Totale West Ham  | Totale West Ham  | Totale West Ham  | 110        | 15         |                 | 15              | 2               |                    | 30                 | 7                  |             | -           | -           | 155    | 23     |
| gen.-giu. 2024   | Olympique Lione  | L1               | 12         | 3          | CF              | 3               | 0               | -                  | -                  | -                  | -           | -           | -           | 15     | 3      |
| 2024-gen. 2025   | Olympique Lione  | L1               | 13         | 1          | CF              | 2               | 1               | UEL                | 7                  | 1                  | -           | -           | -           | 22     | 3      |
| Totale Lione     | Totale Lione     | Totale Lione     | 25         | 4          |                 | 5               | 1               |                    | 7                  | 1                  |             | -           | -           | 37     | 6      |
| gen.-giu. 2025   | Neom             | PD               | 0          | 0          | KCC             | 0               | 0               | -                  | -                  | -                  | -           | -           | -           | 0      | 0      |
| Totale carriera  | Totale carriera  | Totale carriera  | 296        | 62         |                 | 33              | 9               |                    | 37                 | 8                  |             | -           | -           | 366    | 78     |

### Cronologia presenze e reti in nazionale
| Cronologia completa delle presenze e delle reti in nazionale ― Algeria | Cronologia completa delle presenze e delle reti in nazionale ― Algeria | Cronologia completa delle presenze e delle reti in nazionale ― Algeria | Cronologia completa delle presenze e delle reti in nazionale ― Algeria | Cronologia completa delle presenze e delle reti in nazionale ― Algeria | Cronologia completa delle presenze e delle reti in nazionale ― Algeria | Cronologia completa delle presenze e delle reti in nazionale ― Algeria | Cronologia completa delle presenze e delle reti in nazionale ― Algeria |
| Data                                                                   | Città                                                                  | In casa                                                                | Risultato                                                              | Ospiti                                                                 | Competizione                                                           | Reti                                                                   | Note                                                                   |
| ---------------------------------------------------------------------- | ---------------------------------------------------------------------- | ---------------------------------------------------------------------- | ---------------------------------------------------------------------- | ---------------------------------------------------------------------- | ---------------------------------------------------------------------- | ---------------------------------------------------------------------- | ---------------------------------------------------------------------- |
| 13-10-2015                                                             | Algeri                                                                 | Algeria                                                                | 1 – 0                                                                  | Senegal                                                                | Amichevole                                                             | -                                                                      | 70’                                                                    |
| 26-3-2019                                                              | Blida                                                                  | Algeria                                                                | 1 – 0                                                                  | Tunisia                                                                | Amichevole                                                             | -                                                                      | 76’                                                                    |
| 10-10-2019                                                             | Blida                                                                  | Algeria                                                                | 1 – 1                                                                  | RD del Congo                                                           | Amichevole                                                             | -                                                                      | 63’                                                                    |
| 9-10-2020                                                              | Sankt Veit an der Glan                                                 | Nigeria                                                                | 0 – 1                                                                  | Algeria                                                                | Amichevole                                                             | -                                                                      | 44’                                                                    |
| 13-10-2020                                                             | L'Aia                                                                  | Algeria                                                                | 2 – 2                                                                  | Messico                                                                | Amichevole                                                             | -                                                                      | 90’                                                                    |
| 17-11-2020                                                             | Harare                                                                 | Zimbabwe                                                               | 2 – 2                                                                  | Algeria                                                                | Qual. Coppa d'Africa 2021                                              | -                                                                      | 73’                                                                    |
| 29-3-2021                                                              | Blida                                                                  | Algeria                                                                | 5 – 0                                                                  | Botswana                                                               | Qual. Coppa d'Africa 2021                                              | -                                                                      | 61’                                                                    |
| 3-6-2021                                                               | Blida                                                                  | Algeria                                                                | 4 – 1                                                                  | Mauritania                                                             | Amichevole                                                             | -                                                                      | 68’                                                                    |
| 6-6-2021                                                               | Blida                                                                  | Algeria                                                                | 1 – 0                                                                  | Mali                                                                   | Amichevole                                                             | -                                                                      | 86’                                                                    |
| 2-9-2021                                                               | Blida                                                                  | Algeria                                                                | 8 – 0                                                                  | Gibuti                                                                 | Qual. Mondiali 2022                                                    | -                                                                      | 60’                                                                    |
| 7-9-2021                                                               | Marrakech                                                              | Burkina Faso                                                           | 1 – 1                                                                  | Algeria                                                                | Qual. Mondiali 2022                                                    | -                                                                      | 67’                                                                    |
| 8-10-2021                                                              | Blida                                                                  | Algeria                                                                | 6 – 1                                                                  | Niger                                                                  | Qual. Mondiali 2022                                                    | -                                                                      |                                                                        |
| 12-11-2021                                                             | Il Cairo                                                               | Gibuti                                                                 | 0 – 4                                                                  | Algeria                                                                | Qual. Mondiali 2022                                                    | 1                                                                      |                                                                        |
| 16-11-2021                                                             | Blida                                                                  | Algeria                                                                | 2 – 2                                                                  | Burkina Faso                                                           | Qual. Mondiali 2022                                                    | -                                                                      | 69’                                                                    |
| 5-1-2022                                                               | Ar Rayyan                                                              | Algeria                                                                | 3 – 0                                                                  | Ghana                                                                  | Amichevole                                                             | -                                                                      | 71’                                                                    |
| 11-1-2022                                                              | Douala                                                                 | Algeria                                                                | 0 – 0                                                                  | Sierra Leone                                                           | Coppa d'Africa 2021 - 1º turno                                         | -                                                                      | 84’                                                                    |
| 20-1-2022                                                              | Douala                                                                 | Costa d'Avorio                                                         | 3 – 1                                                                  | Algeria                                                                | Coppa d'Africa 2021 - 1º turno                                         | -                                                                      | 46’                                                                    |
| 16-11-2022                                                             | Bir El Djir                                                            | Algeria                                                                | 1 – 1                                                                  | Mali                                                                   | Amichevole                                                             | -                                                                      | 66’                                                                    |
| 19-11-2022                                                             | Malmö                                                                  | Svezia                                                                 | 2 – 0                                                                  | Algeria                                                                | Amichevole                                                             | -                                                                      | 77’                                                                    |
| 18-6-2023                                                              | Douala                                                                 | Uganda                                                                 | 1 – 2                                                                  | Algeria                                                                | Qual. Coppa d'Africa 2023                                              | -                                                                      | 70’                                                                    |
| 20-6-2023                                                              | Annaba                                                                 | Algeria                                                                | 1 – 1                                                                  | Tunisia                                                                | Amichevole                                                             | -                                                                      | 74’                                                                    |
| 7-9-2023                                                               | Annaba                                                                 | Algeria                                                                | 0 – 0                                                                  | Tanzania                                                               | Qual. Coppa d'Africa 2023                                              | -                                                                      | 68’                                                                    |
| 12-9-2023                                                              | Dakar                                                                  | Senegal                                                                | 0 – 1                                                                  | Algeria                                                                | Amichevole                                                             | -                                                                      |                                                                        |
| 12-10-2023                                                             | Costantina                                                             | Algeria                                                                | 5 – 1                                                                  | Capo Verde                                                             | Amichevole                                                             | -                                                                      | 73’                                                                    |
| 16-10-2023                                                             | al-ʿAyn                                                                | Egitto                                                                 | 1 – 1                                                                  | Algeria                                                                | Amichevole                                                             | -                                                                      | 63’                                                                    |
| 26-3-2024                                                              | Baraki                                                                 | Algeria                                                                | 3 – 3                                                                  | Sudafrica                                                              | Amichevole                                                             | -                                                                      | 67’                                                                    |
| 6-6-2024                                                               | Baraki                                                                 | Algeria                                                                | 1 – 2                                                                  | Guinea                                                                 | Qual. Mondiali 2026                                                    | -                                                                      | 80’                                                                    |
| 10-6-2024                                                              | Kampala                                                                | Uganda                                                                 | 1 – 2                                                                  | Algeria                                                                | Qual. Mondiali 2026                                                    | 1                                                                      | 66’ 69’                                                                |
| 5-9-2024                                                               | Orano                                                                  | Algeria                                                                | 2 – 0                                                                  | Guinea Equatoriale                                                     | Qual. Coppa d'Africa 2025                                              | -                                                                      | 90’                                                                    |
| 10-9-2024                                                              | Monrovia                                                               | Liberia                                                                | 0 – 3                                                                  | Algeria                                                                | Qual. Coppa d'Africa 2025                                              | -                                                                      | 77’                                                                    |
| 10-10-2024                                                             | Annaba                                                                 | Algeria                                                                | 5 – 1                                                                  | Togo                                                                   | Qual. Coppa d'Africa 2025                                              | 2                                                                      | 83’                                                                    |
| 14-10-2024                                                             | Lomé                                                                   | Togo                                                                   | 0 – 1                                                                  | Algeria                                                                | Qual. Coppa d'Africa 2025                                              | -                                                                      | 63’                                                                    |
| 14-11-2024                                                             | Malabo                                                                 | Guinea Equatoriale                                                     | 0 – 0                                                                  | Algeria                                                                | Qual. Coppa d'Africa 2025                                              | -                                                                      | 76’                                                                    |
| 17-11-2024                                                             | Tizi Ouzou                                                             | Algeria                                                                | 5 – 1                                                                  | Liberia                                                                | Qual. Coppa d'Africa 2025                                              | -                                                                      | 84’                                                                    |
| 21-3-2025                                                              | Francistown                                                            | Botswana                                                               | 1 – 3                                                                  | Algeria                                                                | Qual. Mondiali 2026                                                    | -                                                                      | 69’                                                                    |
| 25-3-2025                                                              | Tizi Ouzou                                                             | Algeria                                                                | 5 – 1                                                                  | Mozambico                                                              | Qual. Mondiali 2026                                                    | -                                                                      | 73’                                                                    |
| 5-6-2025                                                               | Costantina                                                             | Algeria                                                                | 2 – 0                                                                  | Ruanda                                                                 | Amichevole                                                             | -                                                                      | 73’                                                                    |
| 10-6-2025                                                              | Solna                                                                  | Svezia                                                                 | 4 – 3                                                                  | Algeria                                                                | Amichevole                                                             | -                                                                      | 60’                                                                    |
| Totale                                                                 |                                                                        | Presenze                                                               | 38                                                                     |                                                                        | Reti                                                                   | 4                                                                      |                                                                        |

## Palmarès
- UEFA Conference League: 1

West Ham: 2022-2023